# Hahnia yueluensis
Hahnia yueluensis là một loài nhện trong họ Hahniidae.
Loài này thuộc chi Hahnia. Hahnia yueluensis được Chang-Min Yin & Jia-Fu Wang miêu tả năm 1983.